# Apparent Places of Fundamental Stars
APFS (Apparent Places of Fundamental Stars) ist ein Astronomisches Jahrbuch für die Astrometrie und Geodäsie, das die genauen scheinbaren Sternörter für etwa 1600 Fundamentalsterne und jeden zehnten Tag des Jahres enthält, für die Polsterne sogar für jeden Tag.

## Inhalt
Herausgeber ist das  Astronomische Rechen-Institut (ARI) in Heidelberg. Bis zum Jahr 2000 erschien es – etwa ein Jahr im Voraus – in Buchform mit etwa 400 Seiten samt Hilfstabellen, nun wird lediglich eine Broschüre mit etwa 50 der hellsten Sterne gedruckt. Der Hauptteil des Werkes ist über das Internet verfügbar (siehe Weblink).
Die Ephemeriden der Sterne sind für jede zehnte Obere Kulmination in Greenwich vorausberechnet (zehn Sterntage). Dieses Tafelintervall ist für astronomische Zeit- und  Längenbestimmungen üblich und eng genug, dass für die meisten Anwendungen eine lineare Interpolation der Sternkoordinaten genügt. Für die Zirkumpolarsterne hingegen ist das Tafelintervall auf einen Sterntag verkürzt, weil sonst die Änderungen der Rektaszension und der kurzperiodischen Nutation nichtlinear werden.
Die Auslegung der Tabellen geht auf das  Berliner Astronomische Jahrbuch zurück, das auch die früheren Fundamentalkataloge FK3 und FK4 publizierte. Die heutigen Daten beruhen auf dem modernen FK6, die Ephemeridenrechnung auf dem internationalen Formel- und Bezugsystem der Internationalen Astronomischen Union (IAU).